# Niedernhausen
Niedernhausen är en kommun i Rheingau-Taunus-Kreis i det tyska förbundslandet Hessen. Niedernhausen har cirka 15 000 invånare.

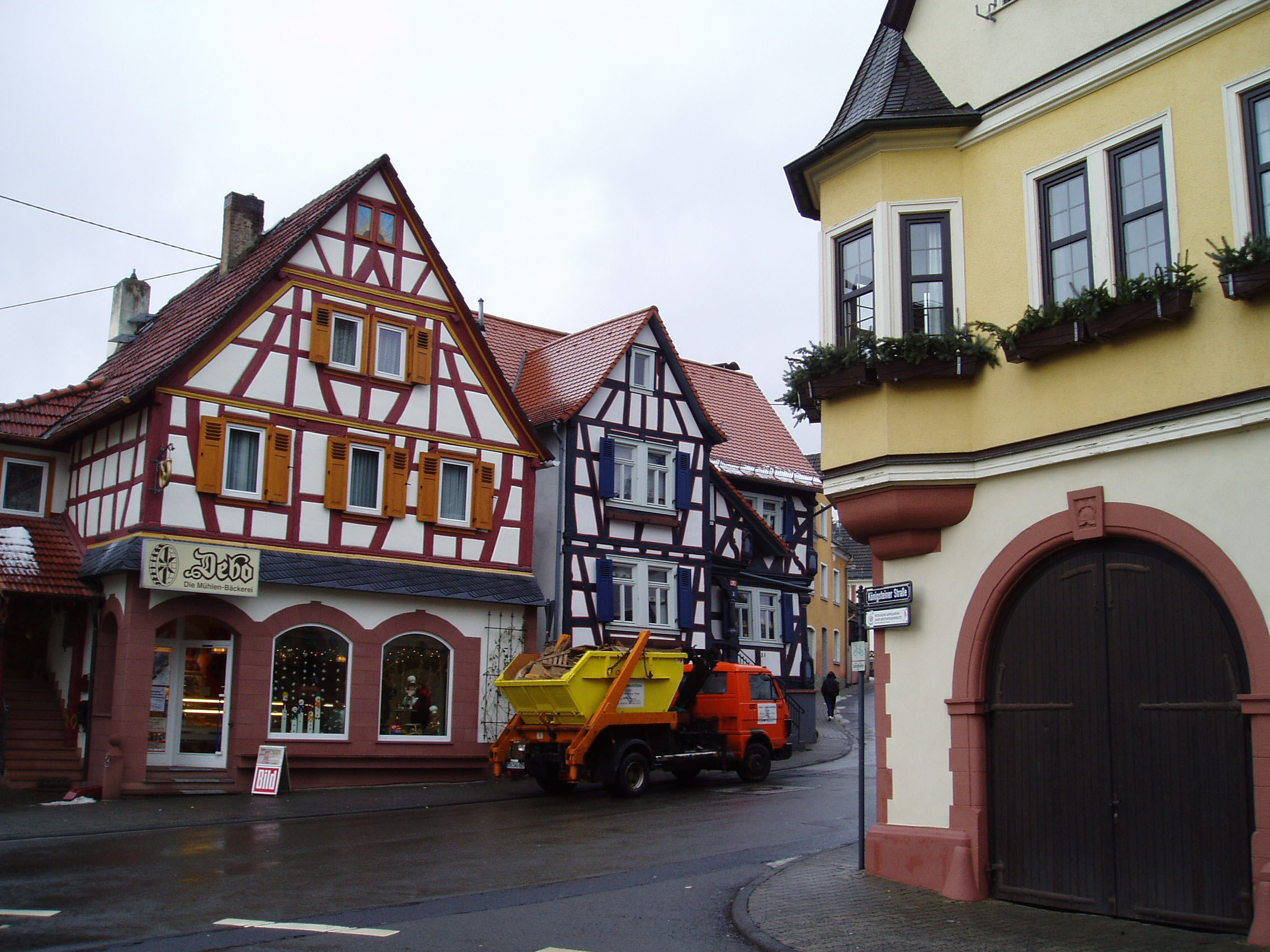
Korsvirkeshus i Oberjosbach.

## Kommundelar
| Kommundel      | Invånarantal |
| -------------- | ------------ |
| Niedernhausen  | 7 700        |
| Oberjosbach    | 2 150        |
| Niederseelbach | 2 000        |
| Königshofen    | 1 900        |
| Engenhahn      | 1 350        |
| Oberseelbach   | 450          |